# 再生キャパシタ・メモリ
再生キャパシタ・メモリ（さいせいー、Regenerative_capacitor_memory）は、キャパシタンスの電気的特性を利用してビットのデータを保存するコンピュータ・メモリの一種である。
保存された電荷は徐々に漏れ出すため、データの損失を防ぐには、これらのメモリを定期的に再生（つまり、読み出して書き換えること、リフレッシュとも呼ばれる）する必要がある。
キャパシタンスの電気的特性を利用してデータを保存する他のタイプのコンピュータ・メモリも存在するが、再生は必要ない。従来、これらはやや実用的でないか（セレクトロン管など）、読み取り専用メモリとしてのみ適していると考えられてきた（EPROM、EEPROM/Flash memoryなど）。

## 技術的経緯

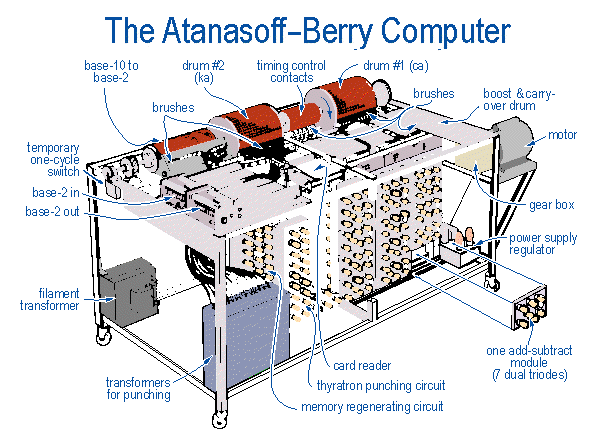
アタナソフ&ベリー・コンピュータの各構成要素を示した図。

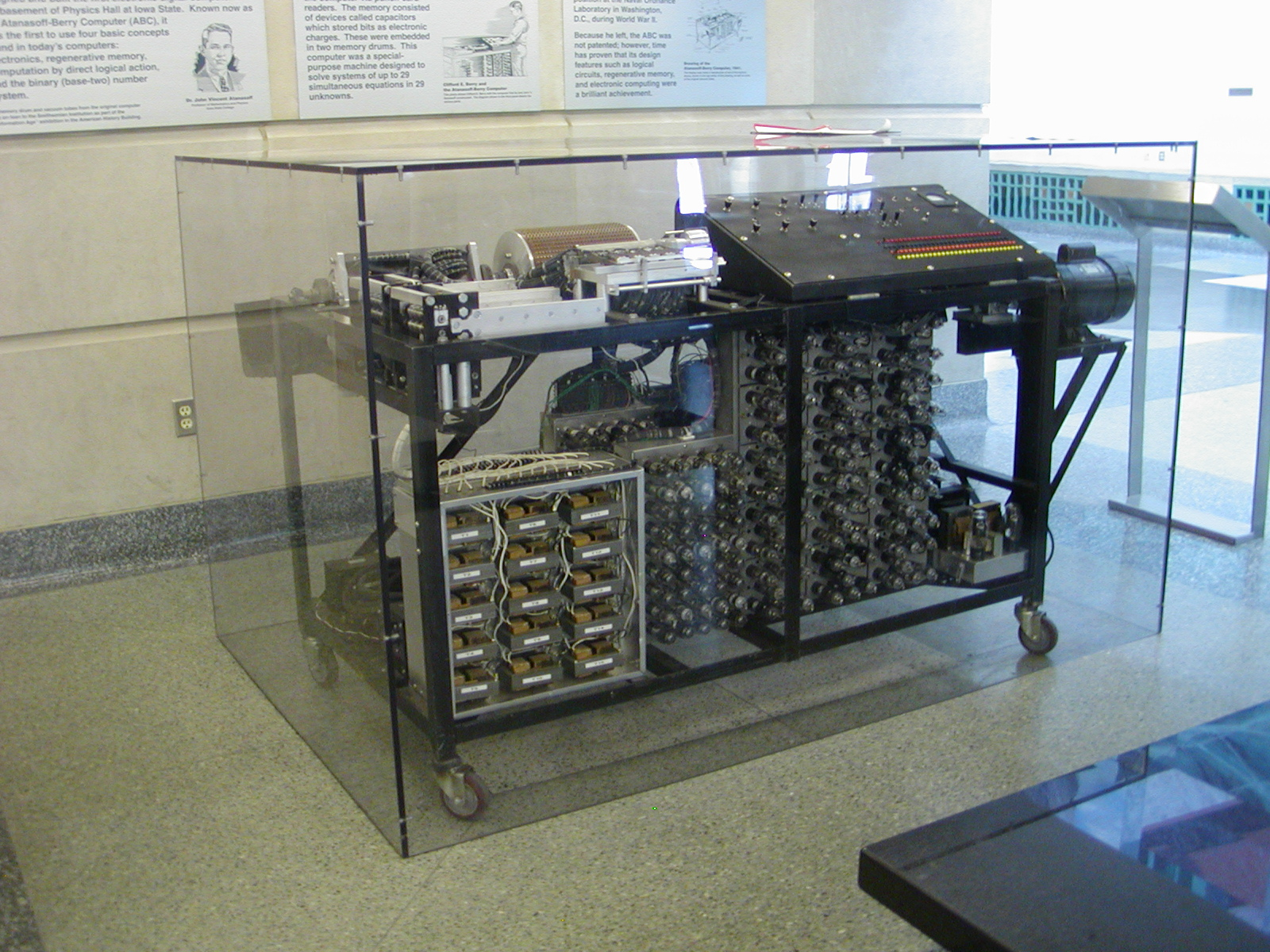
上部まん中にある銅のドラムがアタナソフ&ベリー・コンピュータの回転キャパシタ・ドラム・メモリ。

最初に作られた再生キャパシタ・メモリは、アタナソフ&ベリー・コンピュータ（1942年）の回転キャパシタ・ドラム・メモリだった。その2つのドラムはそれぞれ30個の50ビット2進数（各1500ビット）を記憶し、60rpmで回転し、1回転ごとに再生された（リフレッシュレート1Hz）。
最初のランダムアクセス再生キャパシタ・メモリは、ウィリアムス管（1947年）であった。 最初の実用的なプログラマブルデジタルコンピュータに搭載されたウィリアムス管1本は、2つの「ページ」に配列された合計2560ビットを保持した。1ページは、基本的なウィリアムズ・キルバーン管の容量である32個の40ビット2進数の配列であった。必要なリフレッシュ・レートは、使用するCRTのタイプによって異なる。
2024年現在のDRAMは再生キャパシタ・メモリである。